# Благословенная (село)
Благословенная (укр. Благословенна) — село,
Кудашевский сельский совет,
Криничанский район,
Днепропетровская область,
Украина.
Код КОАТУУ — 1222083503. Население по переписи 2001 года составляло 64 человека.

## Географическое положение
Село Благословенная находится на правом берегу реки Сухая Саксагань,
выше по течению на расстоянии в 2 км расположено село Поляна,
ниже по течению на расстоянии в 1 км расположено село Андреевка.
Река в этом месте пересыхает, на ней сделана небольшая запруда.